# Öküzgözü
Öküzgözü is een inheemse rode druivensoort uit Turkije. De druif stamt evenals de boğazkere uit de provincie Elazığ in het oosten van centraal Anatolië. De druif wordt ook in de provincies Gaziantep en Malatya verbouwd. De wijngaarden bevinden zich op een hoogte van 850 tot 1100 meter, op het Anatolisch plateau in het noordelijk gedeelte van het Taurusgebergte. De diverse bronnen van de rivier de Eufraat verzachten het ruige klimaat van Oost-Turkije.
De grote ranken van deze druivensoort leveren zeer grote ronde, blauwgrijze druiven op, vandaar de Turkse naam öküzgözü: dit betekent ossenoog. De druiven zijn vlezig en hebben verschillende pitten.
De wijnen die op basis van de öküzgözü-druif gemaakt worden hebben milde tannines, zijn lichtrood, fris en fruitig, soms wat zurig. Ze kennen aroma's van donkere kersen, aardbeien, frambozen, munt, chocolade, eucalyptus, zure kersen, granaatappel, rijpe pruimen, kersenmarmelade en kardemom. Het alcoholpercentage ligt meestal tussen 12,5% en 13,5%. De druif wordt dikwijls met andere druivensoorten gemengd. Meestal is dat de boğazkere, maar tegenwoordig mengt men de öküzgözü ook met merlot, cabernet sauvignon of gamay.

## Andere namen
Öküzgözü is ook bekend onder de namen deve gözü, karaoğlan, karga oğlu en mehmetoğlu.